# Leptictidium
Leptictidium (nghĩa là "chồn duyên dáng" trong tiếng Latinh) là một chi động vật có vú nhỏ đã tuyệt chủng; cùng với chuột túi và người, chúng là một trong những loài thú có vú đi hoàn toàn bằng hai chân mà con người đã biết. Chi này có khoảng 5 loài, chúng tương tự như chuột chù voi ngày nay. Chúng đáng quan tâm ở chỗ có sự kết hợp giữa các đặc trưng điển hình của các loài thú thật sự (Eutheria) nguyên thủy với các thích nghi chuyêt biệt hóa cao, chẳng hạn các chân sau khỏe và đuôi dài hỗ trợ cho việc di chuyển. Chúng là những loài ăn tạp, thức ăn của chúng bao gồm côn trùng, thằn lằn và các loài động vật có vú nhỏ. Một trong số các nhánh đầu tiên được tách ra từ thú thật sự cơ sở, chúng xuất hiện vào thời kỳ Tiền Eocen, một thời kỳ có nhiệt độ ấm áp và độ ẩm cao, khoảng 50 triệu năm trước đây. Dù chúng từng sống khắp châu Âu, chúng đã tuyệt chủng khoảng 35 triệu năm trước và không có hậu duệ, có lẽ do chúng đã thích nghi với cuộc sống trong các hệ sinh thái rừng và không thể thích nghi với vùng đồng bằng thoáng đãng của thế Oligocen.